# Paolo Longo Borghini
Paolo Longo Borghini (født 10. december 1980) er en tidligere italiensk professionel cykelrytter, der senest kørte for Liquigas-Cannondale. Hans lillesøster, Elisa Longo Borghini, er også professionel cykelrytter.